# Araeophylla
Araeophylla é um gênero de traça pertencente à família Agonoxenidae.